# Junonia negra
Junonia negra är en fjärilsart som beskrevs av Felder 1867. Junonia negra ingår i släktet Junonia och familjen praktfjärilar. Inga underarter finns listade i Catalogue of Life.